# Brotéria
A Brotéria nasceu em 1902 como revista de ciências naturais dos jesuítas portugueses.  
Hoje, junta-se à revista o centro cultural no Bairro Alto, atento à cidade e a quem a habita, com uma programação multidisciplinar e complementar entre si, que nasce da relação com a rua e onde há espaço para a espontaneidade e a discussão.  
A Brotéria imagina a cultura como um produto redondo, procurando desenvolver linguagens teológicas e estéticas que contribuam para o enriquecimento espiritual das comunidades eclesiais, em diálogo com a cultura contemporânea. Uma casa aberta ao encontro com a cidade, com muitas portas de entrada: diálogo a muitas vozes, biblioteca de investigação, revista como rede de pensamento, café como lugar de encontro, livraria como porta de entrada, galeria como forma de expressão.  
A Brotéria está aberta de segunda a sábado, das 10h às 18h e a entrada é livre. 

## A História da RevistaBrotéria

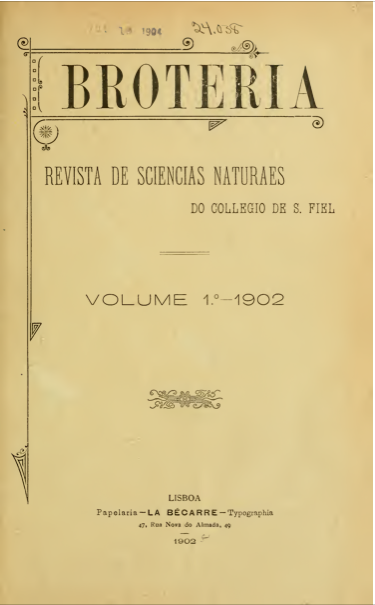
Capa do 1.º Volume da Brotéria - Revista de Sciencias Naturaes do Collegio de S. Fiel, 1902

### 1902 a 1932
Fundada em 1902, em Louriçal do Campo, por Joaquim da Silva Tavares S.J. (1866-1931), Cândido Azevedo Mendes S.J. (1874-1943) e Carlos Zimmermann S.J. (1871-1950), professores do Colégio de São Fiel, a Brotéria – Revista de Sciencias Naturaes destacou-se no panorama das publicações científicas portuguesas entre o ano da sua fundação e 2002. Na Brotéria publicaram-se mais de 1300 artigos de investigação em áreas como a Botânica, a Zoologia e a Genética, e foram descritas e classificadas sistematicamente 1327 novas espécies zoológicas e 887 novas espécies botânicas, uma clara indicação da relevância científica desta revista em contexto nacional e internacional. Por outro lado, entre 1907 e 1925, foram publicados cerca de 450 artigos de divulgação na série de Vulgarização Científica, em áreas tão díspares como Química, Física, Agricultura, Biologia e Medicina.
A Brotéria foi instituída em 1902, em homenagem a Félix de Avelar Brotero (1744-1829), seguindo a necessidade dos naturalistas da Companhia de Jesus publicarem os resultados das suas investigações, iniciadas nos anos anteriores. Silva Tavares, por exemplo, tinha apresentado resultados dos seus estudos em zoocecídias pela primeira vez nos Anais de Ciências do Porto (1900), razão pela qual acabou por ser nomeado membro correspondente da Academia das Ciências de Lisboa, em 1903. Viria ainda a ser nomeado, por unanimidade, membro efectivo da Academia das Ciências de Lisboa, a 6 de Março de 1928, uma nomeação que foi amplamente noticiada nos periódicos portugueses e lhe valeu a felicitação de Egas Moniz. O interesse científico de Silva Tavares pelas cecídias, estruturas comummente designadas por galhas e que se desenvolvem na planta em resposta ao ataque de outros seres vivos, iniciado em 1900, teve a sua continuação natural na "Brotéria", onde publicou cerca de 50 artigos originais, ao longo dos 30 anos em que foi seu director. Neste período em que Silva Tavares foi seu director, publicaram-se maioritariamente artigos de taxonomia em Botânica e Zoologia.
A Brotéria nascera com um objectivo erudito e científico, mas cinco anos após a sua fundação, em 1907, a revista de Ciências Naturais deu origem a três séries distintas: "Vulgarização Científica", "Botânica" e "Zoologia". A série de Vulgarização Científica, totalmente escrita em português, tinha sido especialmente criada para equilibrar a falta de assinantes em
Portugal, não pondo, porém, em causa o carácter estritamente científico das séries de Zoologia e de Botânica, onde se continuavam a publicar apenas artigos de investigação originais. A série de "Vulgarização Científica" estaria na origem, a partir de 1925, de uma série de propósitos mais culturais, que hoje subsiste com o subtítulo de "Cristianismo e Cultura".

### 1932 a 1962
As duas séries de especialidade científica foram reunidas em 1932, pelo jesuíta suíço Afonso Luisier (1872-1957), recuperando a sua designação inicial de “Ciências Naturais”. Luisier, director da Brotéria entre 1932 e 1957 e especialista internacional em briófitas, descobriu e descreveu, ao longo da sua carreira científica, 18 novas espécies e 13 novas variedades de musgos. No Instituto Nun’Alvres (Caldas da Saúde, Santo Tirso) conserva-se ainda hoje a sua excelente colecção de musgos dividida em três secções: "Bryotheca Europaea", "Bryotheca Atlantica" e "Bryotheca Exótica". Numa onda crescente de notoriedade científica, Luisier foi nomeado sócio correspondente da Academia das Ciências de Lisboa (1933), tendo-se seguido a atribuição do grau de Doutor honoris causa em Ciências Naturais pela Faculdade de Ciências do Porto (1942) e o agraciamento com o Oficialato da Ordem Militar de Sant’Iago da Espada (1957), pelas mãos do Subsecretário da Educação Nacional, Baltazar Rebelo de Sousa.
Entre 1939 e 1957, sob a direcção de Luisier, surgiu na Brotéria uma série de artigos de um grupo de geneticistas liderado por António Sousa da Câmara (1901-1971), fundador e primeiro director da Estação Agronómica Nacional. Este grupo, do Departamento de Genética da Estação Agronómica, foi o que participou mais activamente na escrita de artigos sobre o desenvolvimento da Genética de plantas na Brotéria, nesta fase da revista. Estes factos demonstram que os jesuítas portugueses acompanhavam, com a maior actualidade, as novidades científicas e as investigações que tinham lugar no nosso país, durante o período do Estado Novo, representando um dos periódicos de eleição para publicação dos principais resultados de investigação em Genética de melhoramento de plantas em Portugal.

### 1962 a 2002
De 1962 a 1979, Luís Archer S.J. (1926-2011) assegurou a direcção da "Série de Ciências Naturais" e, a partir de 1980, da "Série Genética". Após conclusão da licenciatura em Teologia (Frankfurt, 1960), Archer mudou-se para os Estados Unidos para estudar Genética Molecular na Universidade de Georgetown (Washington), concluindo o doutoramento em 1967 sobre a análise molecular do processo de transformação de Bacillus subtilis por moléculas isoladas de DNA. Ao regressar a Portugal, introduziu o ensino e a investigação em Biologia Molecular e criou e dirigiu o Laboratório de Genética Molecular do Instituto Gulbenkian de Ciência (1971-1991), a sua maior contribuição para o desenvolvimento científico e pedagógico da Biologia em Portugal. Fundador da Sociedade Portuguesa de Genética, Luís Archer publicou, ao longo da sua carreira científica, cerca de 250 trabalhos em áreas como a Genética, a Filosofia das Ciências e a Bioética, uma das principais áreas nas quais se destacou. De facto, desde 1977 que grande parte do seu tempo era dedicado à Bioética, tendo integrado comissões nacionais e internacionais de especial relevo nesta área. Tal como Luisier em 1957, Archer foi agraciado com a Grã‑Cruz da Ordem Militar de Sant’Iago da Espada, em 1991, a mais alta condecoração da República Portuguesa a ser concedida por méritos científicos, artísticos ou literários, uma honra que reflecte a notoriedade científica que tinha alcançado no nosso país, pelas suas contribuições pioneiras nas áreas de Biologia Molecular e Bioética.
Sob a direcção de Luís Archer, foram publicados na série de "Ciências Naturais" importantes artigos de Bioquímica, focando temas da maior actualidade científica como metabolismo celular, actividades enzimáticas e electroforese de proteínas. A partir dos anos 70, surgiram os primeiros artigos de Genética Molecular na Brotéria, a maioria dos quais escritos por investigadores estrangeiros, demonstrando o pioneirismo e a influência internacional da revista neste período. Em 1980, reflexo da actualidade da Genética Molecular e da sua importância crescente no panorama científico nacional e internacional, a revista de "Ciências Naturais" deu origem à série "Genética", integrando a necessidade da existência de uma revista desta índole em Portugal com a agenda científica do seu director, tal como acontecera anteriormente com Silva Tavares e Luisier, que sempre associaram directamente os seus interesses de investigação científica com o percurso editorial da revista. Na Brotéria-Genética foram publicados cerca de 300 artigos nas áreas da genética bacteriana, genética de melhoramento de plantas, genética de melhoramento animal, genética humana e bioética.
Em 2002 terminou a publicação da "Brotéria-Científica", continuando a ser publicada a sua vertente cultural, sendo o seu director actual o P. António Júlio Trigueiros S.J.